# Nutrição parenteral

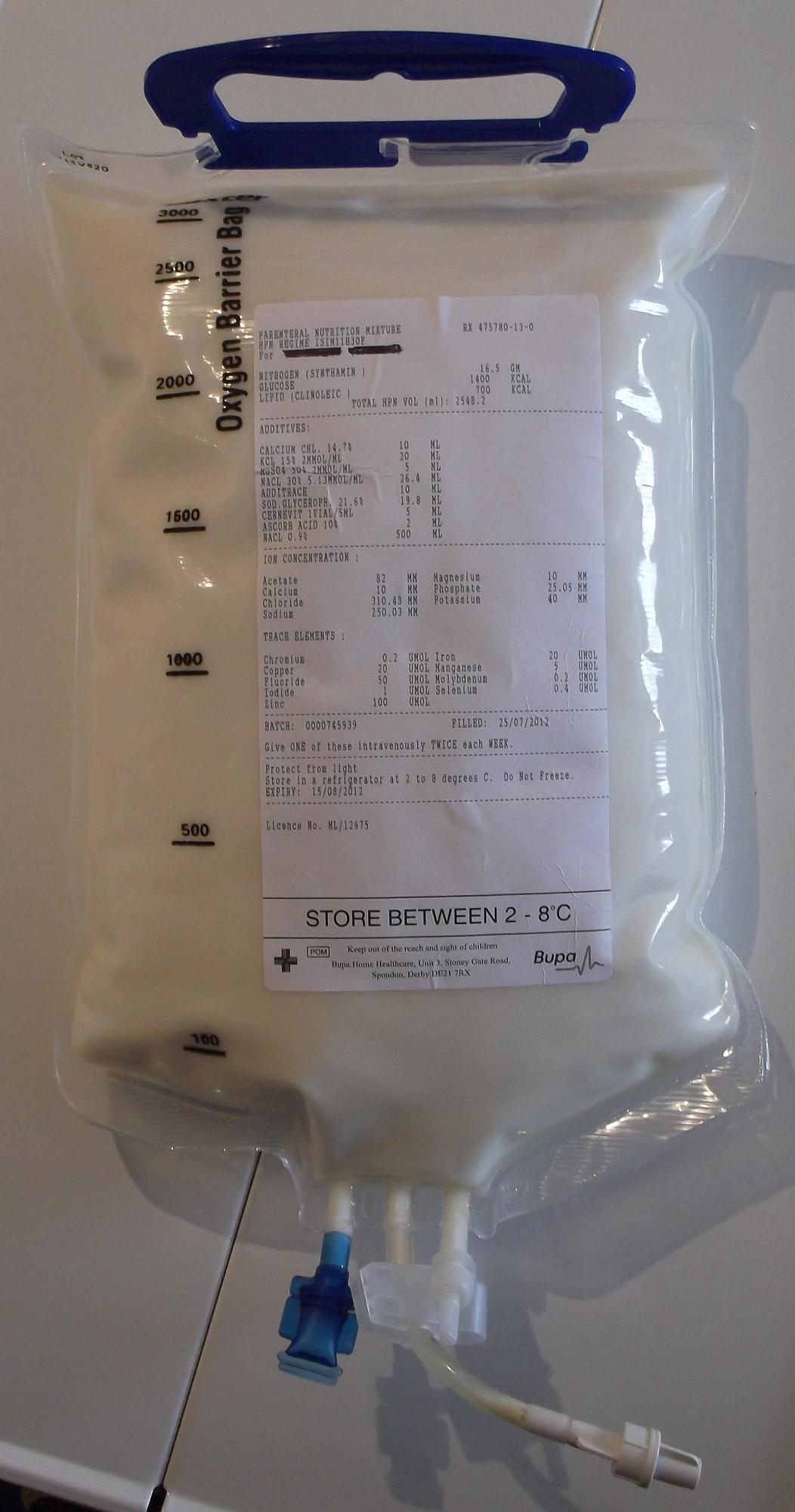
Existem diversas soluções fisiológicas diferentes para cada demanda nutricional, mas a nutrição mais comum é injetar um cateter ligado a uma bolsa de soro fisiológico em uma veia do braço.

Nutrição parenteral (NP) (para além do, ènteron intestino ) se refere a nutrição feita por uma via diferente da gastro-intestinal. A nutrição parenteral pode servir para complementar (parcial) ou para substituir completamente (total) a alimentação normal, pela via enteral. Consiste basicamente de uma solução ou emulsão preparada para estar em equilíbrio com as demandas do organismo de nutrientes como carboidratos, aminoácidos, lipídeos, vitaminas e minerais.

## Indicações
É utilizada quando o paciente não deve, não pode ou não quer se alimentar normalmente. É contra-indicado no caso de problemas na perfusão tissular, grandes e graves queimaduras corporais, discrasia sanguínea e imediatamente ao final da cirurgia. 
São exemplos desta necessidade:
- Recém-nascidos prematuros, cujo sistema digestivo não é capaz de processar (digerir) o leite de modo suficiente à sua necessidade;
- Pacientes submetidos a cirurgias gastrintestinais de grande porte com risco de fístulas;
- Pacientes com a síndrome do intestino curto;
- Paciente com anorexia e grave risco de transtornos cardiovasculares.

## Componentes
Macronutrientes
Os componentes da nutrição parenteral são
- Água: É o de maior volume, necessário para repor as perdas e transportar os outros componentes. O cálculo da quantidade total de fluido necessário (o volume) deve levar em conta as necessidades e as perdas. Pode ser usado o peso e a diurese neste balanço.

No adulto segue-se um padrão de 2000 a 2500 ml no frasco de nutrição parenteral e o restante é administrado através de soros em veias periféricas.
- Glicose: Utilizada na forma de soluções hipertônicas de glicose, geralmente a 50% - ou seja, 50 gramas de glicose para cada 100 ml.
- Aminoácidos: Necessário para formar a proteína, utilizam-se soluções a 10% (10 gramas por 100 ml). Existem comercialmente soluções especiais para problemas renais e hepáticos e soluções especiais para recém-nascidos muito prematuros.
- Lipídios: Utilizado preferencialmente todos os dias como fonte de energia, juntamente a glicose, apresenta-se em soluções a 10 e 20% (10 ou 20 g/100 ml)

Eletrólitos
- Sódio: na forma de NaCl a 20%.
- Potássio: na forma de KCl e fosfato ácido de potássio.
- Cálcio: Utilizado em veia periférica para evitar precipitação do soluto.
- Fósforo: na forma de fosfato ácido de potássio
- Magnésio: na forma de sulfato de magnésio.

Vitaminas
- A
- B1
- B6
- B12
- C
- D
- K- utilizado uma vez por semana, preferencialmente em veia periférica.

## Complicações
Como principal complicação, por tratar-se de uma solução altamente nutritiva, é a contaminação por bactérias e fungos que colonizam os frascos. Para evitar este problema técnicas de esterilização dos frascos e materiais, bem como uma técnica asséptica são necessárias. 
O acesso venoso da nutrição parenteral total deve ser uma veia central para evitar a flebite, isto é, deve ser em uma veia calibrosa próximo ao coração para evitar uma reação inflamatória da veia, devido a concentração alta de glicose.

## Vias de administração
Existem três vias de administração da nutrição parenteral:
- Via Central: Introdução do cateter na cava, jugular ou femural.
- Via Periférica: Introdução do cateter nas veias periféricas dos membros superiores.
- PICC: Introdução do cateter pela veia periférica do membro superior indo até a cava.

### Em recém-nascidos
Na neonatologia, depende de fatores como a idade pós-natal (quanto maior a idade, maior a necessidade até cerca de 15 dias de idade, quando se estabiliza) e a idade gestacional (quanto mais prematuro, maior a necessidade). Idealmente, a diurese deve estar entre 1-2 ml/kg/hora tendo uma densidade urinária de 1005-1010.
Após o nascimento, o peso cai por cerca de 4-5 dias, mas pode cair por até 12 dias, dependendo das condições clínicas (prematuros por exemplo). Quanto mais prematuro, maior a perda de peso em porcentagem do peso original. Um RN normal pode perder 5-10% de seu peso, já um prematuro pode chegar a perder 20% de seu peso ao nascimento.